# 伊達将範
伊達 将範（だて まさのり、1973年 - ）は、日本の小説家。広島県出身。

## 作品リスト

### 小説
- ルームメイト2 井上涼子と三角関係（電撃G's文庫、メディアワークス、1997年）ISBN 978-4-0730-6986-7
- ルームメイト3 井上涼子と大沢悟（電撃G's文庫、メディアワークス、1998年）ISBN 978-4-0730-8867-7
- To Heart マルチ、がんばりますっ!（電撃G's文庫、メディアワークス、1998年）ISBN 4-8402-0966-9
- COOLDOWN（電撃文庫、メディアワークス、1999年）ISBN 978-4-8402-1241-0
- リムーブカース（上）（電撃文庫、メディアワークス、1999年）ISBN 978-4-8402-1363-9
- リムーブカース（下）（電撃文庫、メディアワークス、1999年）ISBN 978-4-8402-1364-6
- DADDYFACE（電撃文庫、メディアワークス、2001年 - 2005年、既刊7巻）

### 漫画原作
- DOLL（作画/緒方剛志、月刊電撃コミックガオ!、メディアワークス、1998年 - 1999年）
- re:teen 繭の中でもう一度10代のキミと会う[1]（作画/大堀ユタカ、月刊コミック電撃大王、アスキー・メディアワークス、2015年 - 2016年）